# Telipogon genegeorgei
Telipogon genegeorgei är en orkidéart som beskrevs av David Edward Bennett och Ric.Fernández. Telipogon genegeorgei ingår i släktet Telipogon och familjen orkidéer. Inga underarter finns listade i Catalogue of Life.